# ماثيو توبين أندرسون
ماثيو توبين أندرسون (بالإنجليزية: Matthew Tobin Anderson)‏ (4 نوفمبر 1968، كامبريدج في الولايات المتحدة)؛ كاتِب مُتخصِّص في أدب الأطفال وروائي أمريكي.